# بيتر هالي
بيتر هالي (بالإنجليزية: Peter Halley)‏ هو رسام وأستاذ جامعي وفنان أمريكي، ولد في 24 سبتمبر 1953 في نيويورك في الولايات المتحدة.